# Paprotnia (gmina)
Paprotnia (do 1954 gmina Tarków) – gmina wiejska w województwie mazowieckim, w powiecie siedleckim. W latach 1975–1998 gmina położona była w województwie siedleckim.
Siedziba gminy to Paprotnia.
Według danych z 30 czerwca 2004 gminę zamieszkiwało 2806 osób.

## Struktura powierzchni
Według danych z 2002 gmina Paprotnia ma obszar 81,43 km², w tym:
- użytki rolne: 75%
- użytki leśne: 20%

Gmina stanowi 5,08% powierzchni powiatu.

## Demografia

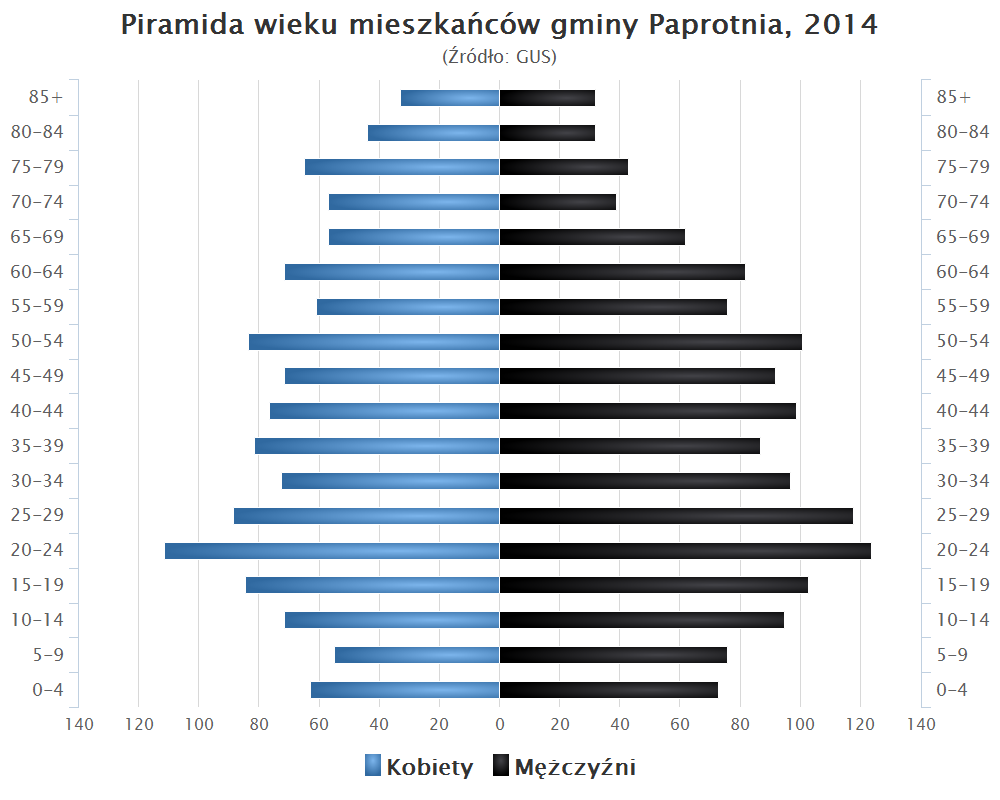
Piramida wieku mieszkańców gminy Paprotnia w 2014

Dane z 30 czerwca 2004:
| Opis                              | Ogółem | Ogółem | Kobiety | Kobiety | Mężczyźni | Mężczyźni |
| --------------------------------- | ------ | ------ | ------- | ------- | --------- | --------- |
| jednostka                         | osób   | %      | osób    | %       | osób      | %         |
| populacja                         | 2806   | 100    | 1364    | 48,6    | 1442      | 51,4      |
| gęstość zaludnienia (mieszk./km²) | 34,5   | 34,5   | 16,8    | 16,8    | 17,7      | 17,7      |

## Wójtowie
- Stanisław Ładziak (2002[5][6][7][8]–2018)
- Leszek Trębicki[9] (od 2018)[10][11]

## Sołectwa
Czarnoty, Grabowiec, Hołubla, Kaliski, Kobylany-Kozy, Koryciany, Krynki, Łęczycki, Łozy, Nasiłów, Paprotnia, Pliszki, Pluty, Podawce, Rzeszotków, Skwierczyn Lacki, Stare Trębice, Stasin, Strusy, Trębice Dolne, Trębice Górne, Uziębły.

## Sąsiednie gminy
Bielany, Korczew, Mordy, Przesmyki, Repki, Suchożebry